# Вейко (Джорджія)
Вейко (англ. Waco) — місто (англ. city) в США, в окрузі Гералсон штату Джорджія. Населення — 536 осіб (2020).

## Географія
Вейко розташоване за координатами 33°42′9″ пн. ш. 85°11′21″ зх. д. / 33.70250° пн. ш. 85.18917° зх. д. (33.702584, -85.189216).  За даними Бюро перепису населення США в 2010 році місто мало площу 4,76 км², уся площа — суходіл.

## Демографія
Згідно з переписом 2010 року, у місті мешкало 516 осіб у 216 домогосподарствах у складі 144 родин. Густота населення становила 108 осіб/км².  Було 250 помешкань (52/км²).
Расовий склад населення:
| - 97,1 % — білих - 1,4 % — чорних або афроамериканців - 0,2 % — азіатів |

До двох чи більше рас належало 0,6 %. Частка іспаномовних становила 1,2 % від усіх жителів.
За віковим діапазоном населення розподілялося таким чином: 18,0 % — особи молодші 18 років, 63,0 % — особи у віці 18—64 років, 19,0 % — особи у віці 65 років та старші. Медіана віку мешканця становила 42,8 року. На 100 осіб жіночої статі у місті припадало 91,1 чоловіків;  на 100 жінок у віці від 18 років та старших — 88,0 чоловіків також старших 18 років.
Середній дохід на одне домашнє господарство  становив 43 908 доларів США (медіана — 35 781), а середній дохід на одну сім'ю — 50 739 доларів (медіана — 47 500). За межею бідності перебувало 15,4 % осіб, у тому числі 26,3 % дітей у віці до 18 років та 8,2 % осіб у віці 65 років та старших.
Цивільне працевлаштоване населення становило 205 осіб. Основні галузі зайнятості: виробництво — 22,0 %, будівництво — 21,0 %, роздрібна торгівля — 15,6 %, освіта, охорона здоров'я та соціальна допомога — 11,2 %.